# Les Trois-Moutiers
Les Trois-Moutiers település Franciaországban, Vienne megyében. Lakosainak száma 1082 fő (2022. január 1.). Les Trois-Moutiers Raslay, Morton, Roiffé, Bournand, Loudun, Mouterre-Silly, Curçay-sur-Dive, Ternay, Berrie, Saint-Léger-de-Montbrillais és Glénouze községekkel határos.

## Népesség
A település népességének változása:
| Lakosok száma | 1096 | 1094 | 1106 | 1074 | 1064 | 1097 | 1091 | 1086 | 1082 |
|               | 2013 | 2015 | 2016 | 2017 | 2018 | 2019 | 2020 | 2021 | 2022 |